# Usagi Drop
Usagi Drop (яп. うさぎドロップ, англ. Bunny Drop, укр. Покинуте кроленя) — японська манґа у жанрі дзьосей, автором якої є Юмі Уніта. Історія розповідає нам про тридцятирічного Дайкічі, опікуна Рін, шестирічної позашлюбної доньки свого діда.
Покинуте кроленя виходило із щомісячним виданням журналу Feel Young з жовтня 2005 по квітень 2011 року. Глави цієї манґи були зібрані у 10 томів, та випущені Shodensha. Манґа була ліцензована американською компанією Yen Press. І у березні 2012 року було випущено перші 5 томів англійською мовою. Аніме-адаптація, над якою працювала студія Production I.G була показана в Японії у період з 8 липня по 16 вересня 2011 року. Спін-офф манґи був названий Usagi Drop: Bangaihen і виходив у щомісячному журналі Feel Young у період з липня по грудень 2011 року.

## Сюжет
Коли 30-річний холостяк Дайкічі приїздить на похорон діда, то на свій превеликий подив дізнається, що старий із молодою коханкою нажив позашлюбну доньку! Решта родини так само шокована і встиджена цим відкриттям, і жоден з родичів не хоче брати на себе тягар у вигляді мовчазної шестирічної Рін. Розлючений таким ставлення Дайкічі вирішує взяти Рін до себе, але чи допоможе їй віднайти себе життя разом із підлітком-переростком, яким власне і є Дайкічі? І хіба такий поворот подій не поставить хрест на особистому житті Дайкічі?

## Персонажі
Кавачі Дайкічі (яп. 鹿賀 りん, Kawachi Daikichi)
Сейю: Цучіда Хіроші
Дайкічі — 30-річний холостяк, та опікун Рін. Через Рін, яка тепер живе у його домі він кидає палити та прибирає свій дім, також він дуже неохоче скорочує свій робочий час. Незважаючи на безвідповідальний спосіб життя, Дайкічі дуже роботячий і вважається найкращим у своєму відділі. Він не знає, чи правильно виховує Рін, тому завжди дістає своїх колег по роботі або Юкарі питаннями про виховання.
Каґа Рін (яп. 河地 大吉, Kaga Rin)
Сейю: Мацуура Аю
Шестирічна дівчинка яка є позашлюбною донькою діда Дайкічі — Каґа Сойчі та манґаки Масако Йошії. Масако залишила її заради своєї кар'єри. Живучи з Дайкічі, Рін навчається смачно готувати.
Нітані Кокі (яп. 二谷 コウキ, Nitani Kōki)
Сейю: Сакай Ноа
Кокі — друг Рін. Вони подружилися у дитячому садку.
Нітані Юкарі (яп. 二谷 ゆかり, Nitani Yukari)
Сейю: Оохара Саяка
Симпатична 30-річна розлучена жінка. Мати Кокі. Допомагає порадами Дайкічі, щодо виховання Рін.

## Медіа

### Манґа
Манґа Usagi Drop, написана та ілюстрована Унітою Юмі, виходить в щомісячному джьосей-журналі Feel Young з жовтня 2005 року. У форматі танкобонів виходить у видавництві Shodensha. Станом на жовтень 2010 року вийшло 8 томів.
Серія ліцензована видавництвами Yen Press (ангомовні країни) та Delcourt (Франція).
| - episode. 1 - episode. 2 - episode. 3 | - episode. 4 - episode. 5 - episode. 6 |

| - episode. 7 - episode. 8 - episode. 9 | - episode. 10 - episode. 11 - episode. 12 |

| - episode. 13 - episode. 14 - episode. 15 | - episode. 16 - episode. 17 - episode. 18 |

| - episode. 19 - episode. 20 - episode. 21 | - episode. 22 - episode. 23 - episode. 24 |

| - episode. 25 - episode. 26 - episode. 27 | - episode. 28 - episode. 29 - episode. 30 |

| - episode. 31 - episode. 32 - episode. 33 | - episode. 34 - episode. 35 - episode. 36 |

| - episode. 37 - episode. 38 - episode. 39 | - episode. 40 - episode. 41 - episode. 42 |

| - episode. 43 - episode. 44 - episode. 45 - episode. 46 | - episode. 47 - episode. 48 - episode. 49 |

| - episode. 50 - episode. 51 - episode. 52 - episode. 53 | - episode. 54 - episode. 55 - last episode |

| - Chapter 1 - Chapter 2 - Chapter 3 | - Chapter 4 - Chapter 5 - Final Chapter |

### Аніме
Аніме-серіал за сюжетом манґи створений студією Production I.G, його трансляція відбувалася з 8 липня 2011 по 16 вересня 2011 року в програмному блоці noitaminA телеканалу Fuji TV та на каналі Toho.

#### Список серій
| №  | Назва                                                                                 | Режисер серії   | Дата показу     |
| -- | ------------------------------------------------------------------------------------- | --------------- | --------------- |
| 01 | Дівчина-дзвіночок «Rindou no Onnanoko» (りんどうの女の子)                             | Канта Камей     | 8 липня 2011    |
| 02 | Мізинчикова обіцянка «Yubi Kiri Genman» (ゆび切りげんまん)                            | Йошіакі Кьоґоку | 15 липня 2011   |
| 03 | Рішення Дайкіті «Daikichi no Kimeta Koto» (ダイキチの決めたこと)                      | Роко Оґівара    | 22 липня 2011   |
| 04 | Лист «Tegami» (てがみ)                                                                | Сусуму Міцунака | 29 липня 2011   |
| 05 | Хай Дайкіті лишається Дайкіті «Daikichi wa Daikichi de Ii» (ダイキチはダイキチでいい) | Йошітака Кояма  | 5 серпня 2011   |
| 06 | Моє дерево «Watashi no Ki» (わたしの木)                                               | Йошікадзу Уй    | 12 серпня 2011  |
| 07 | Таємна втеча з дому «Naisho de Iede» (ないしょで家出)                                 | Сусуму Міцунака | 19 серпня 2011  |
| 08 | Могила родини Каґа «Ojīchan no Daiji» (おじいちゃんのだいじ)                          | Рютаро Сакаґучі | 26 серпня 2011  |
| 09 | Тайфун прийшов «Tai-fū ga Kita!» (たいふうがきた!)                                    | Йошікадзу Уй    | 2 вересня 2011  |
| 10 | Шлунковий грип «Onaka no Kaze» (おなかのかぜ)                                         | Йошітака Кояма  | 9 вересня 2011  |
| 11 | Перший крок «Hajime no Ippo» (はじめの一歩)                                           | Йошікадзу Уй    | 16 вересня 2011 |

Бонусні серії
| № | Назва                                                       | Дата виходу       |
| --- | ----------------------------------------------------------- | ----------------- |
| 2.5 | Акваріум з листочків «Happa no Suizokukan» (はっぱの水族館) | 28 жовтня 2011    |
| Рін цікавиться виготовленням рибки з листочків. |                                                             |                   |
| 3.5 | Санта Клаусу «Santa-san E» (サンタさんへ)                   | 25 листопада 2011 |
| Дайкічі та Рін готуються до Різдва. |                                                             |                   |
| 6.5 | Пелюстки у небі «Osora ni Mankai» (お空にまんかい)          | 16 грудня 2011    |
| Коли вишневі дерева розцвіли, Рін хоче піти подивитися на квіти. Мати Кокі готує для цього бенто. Але прогноз погоди віщує весняний шторм, тож Рін і Дайкічі створюють чари для гарної погоди. |                                                             |                   |
| 8.5 | Дорогою додому «Kaeri Michi» (かえり道)                     | 27 січня 2012     |
| Після фестивалю, по дорозі до дому Кокі, Рін, Юкарі та Дайкічі відвідують «таємне місце» Дайкічі.                                                                                              |                                                             |                   |

### Фільм
У червні 2010 року було анонсовано про адаптацію манґи у фільм. Режисером став Сабу. І уже 20 серпня почався показ у кінотеатрах Японії

### Ігрова індустрія
Рін та Дайкічі були додані у пакет DLC до гри Touch My Katamari на консолі PlayStation Vita. Доповнення було випущене в Японії 24 травня 2012 року.